# Paracles quadrata
Paracles quadrata là một loài bướm đêm thuộc phân họ Arctiinae, họ Erebidae.